# 1303 Luthera
1303 Luthera este o planetă minoră (asteroid), cu un diametru de 81,685 km, din centura de asteroizi. A fost descoperită pe 16 martie 1928 la Observatorul din Hamburg de Friedrich Karl Arnold Schwassmann⁠(d) și a fost numită după Robert Luther. 
Obiectul prezintă o orbită caracterizată de o semiaxă mare de 3,2293556 UAi, o excentricitate de 0,106931, o înclinație de 19,49278 ° în raport cu ecliptica.